# Pierre Vésinier
Pierre Vésinier (Cluny, 5 luglio 1826 – Parigi, 10 giugno 1902) è stato un giornalista e scrittore francese.
Fu una personalità della Comune di Parigi.

## Biografia
Giornalista a Mâcon e poi a Parigi, anti-bonapartista e massone, fu costretto a trasferirsi all'estero. Da Ginevra, dove fu segretario di Eugéne Sue e aderì alla Prima Internazionale, fu espulso a seguito delle sue satire contro Napoleone III, l'imperatrice Eugenia e il papa Pio IX. Emigrato in Belgio, per lo stesso motivo fu condannato nel 1867 a 18 mesi di carcere.
Passato a Londra, tornò a Parigi con la proclamazione della Repubblica. Durante l'assedio prussiano comandò un battaglione della Guardia nazionale e partecipò all'insurrezione del 31 ottobre 1870 contro il governo di difesa nazionale.
Instaurata la Comune il 26 marzo 1871, lanciò il giornale Paris libre e alle elezioni del 16 aprile fu eletto al Consiglio della Comune dal I arrondissement di Parigi, fece parte della Commissione servizi, votò per la creazione del Comitato di Salute pubblica e diresse dal 12 maggio il Journal officiel.
Alla caduta della Comune fuggì a Londra, mentre la corte marziale di Versailles lo condannava a morte in contumacia. Nella capitale inglese pubblicò l'Histoire de la Commune de Paris, dove polemizzò con i suoi vecchi compagni di lotta, e a Parigi, dove tornò con l'amnistia del 1880, scrisse Comment a péri la Commune.

## Scritti
- Les Amours de Napoléon III, 1863
- Le Martyr de la liberté des nègres, ou John Brown, le Christ des noirs, 1864
- La Vie du nouveau César, étude historique. L'écrivain, le publiciste et le réformateur, 1865
- L'Histoire du nouveau César, Louis-Napoléon Bonaparte conspirateur: Strasbourg et Boulogne, 1865
- L'Histoire du nouveau César, Louis-Napoléon Bonaparte représentant et président, 1866
- Le Mariage d'une espagnole, 1866
- Mœurs impériales, royales et papales. Le mariage de la cousine de l'Espagnole, 2 voll., 1868
- Histoire de la Commune de Paris, 1871
- Comment a péri la Commune, 1892